# Jean-François Eugène Robinet
Jean-François Eugène Robinet, född en 24 april 1825 i Vic-sur-Seille, död den 3 november 1899 i Paris, var en fransk läkare och historiker.
Robinet deltog 1848 som ivrig republikan i februarirevolutionsstriden i Paris och var under Paris belägring 1870–1871 mär i 6:e arrondissemanget. Som tjänsteman vid staden Paris bibliotek tog han verksam del i organisationen av detta och av stadens historiska samlingar. Bland Robinets skrifter märks Danton, mémoire sur sa vie privée (1865), Danton émigré (1886), Condorcet (1887) och Danton homme d'état (1889). Robinet var positivist och förtrogen vän till Comte samt en av dennes testamentsexekutörer; han utgav 1860 Notice sur œuvre et sur la vie d'Auguste Comte.